# Georg Heinrich Wahle
Georg Heinrich Wahle (* 4. September 1854 in Limbach; † 3. Januar 1934 in Dresden) war ein deutscher Rechtswissenschaftler. Er war Direktor des Königlich Sächsischen Bergamtes, Professor für Rechtskunde und Bergrecht an der Bergakademie Freiberg und Präsident der sächsischen Oberrechnungskammer.

## Leben
Wahle war der Sohn des Gerichtsamtsvorstehers in Limbach, Richard Wahle (1816–1876), und dessen Gattin, Anna, geb. von Schroeter. Er wuchs ab 1856 in Bautzen auf, wo sein Vater am Bezirksgericht tätig war. Nach dessen Versetzung zur Kreisdirektion Zwickau zog die Familie 1862 in die westsächsische Stadt um. Zwei Jahre später wechselte Wahle von der Bürgerschule an das Gymnasium über und setzte von 1867 bis 1873 auf einer Freistelle der Fürstenschule St. Augustin in Grimma seine schulische Ausbildung fort.
Anschließend nahm er an den Universitäten Heidelberg und Leipzig ein Studium der Rechts- und Kameralwissenschaften auf, das er 1874 für einen einjährigen Freiwilligendienst bei der Feldartillerie unterbrach. 1878 promovierte Wahle zum Dr. jur. Nach einer vierjährigen Referendarszeit in Dresden legte er die Assessorenprüfung ab und wurde Hilfsrichter in Freiberg.
Am 1. Oktober 1883 trat Wahle als juristischer Bergrat in die sächsische Bergverwaltung ein und wurde gleichzeitig als Nachfolger des zum Direktor des Bergamtes ernannten Prof. Karl Edwin Leuthold auf den Lehrstuhl für Allgemeine Rechtskunde und Bergrecht an der Bergakademie Freiberg berufen. Wahle lehrte bis 1891 an der Bergakademie und beschäftigte sich insbesondere mit der weltweiten Berggesetzgebung. Nach Leutholds frühzeitigem Tod erfolgte Wahle Berufung zum Direktor des Bergamtes.
1898 wechselte er als Oberfinanzrat in die für das Berg- und Hüttenwesen, die Forsten und Intradensachen zuständige II. Abteilung des sächsischen Finanzministeriums, der er ab 1907 im Amt eines Ministerialdirektors vorstand. Am 1. Juli 1917 wurde Wahle zum Präsidenten der königlich sächsischen Oberrechnungskammer berufen. Dieser Behörde, die am 4. Juli 1922 per Gesetz zum Staatsrechnungshof umgewandelt wurde, stand er bis zum 31. Oktober 1922 vor. Aus Protest gegen ungesetzliche Eingriffe in seine Kompetenzen durch die SPD-geführte Regierung Buck legte er sein Amt nieder und übernahm am 1. November die Funktion des Ersten Vorsitzenden des Roten Kreuzes in Sachsen. Wegen des durch die Inflation
entstandenen finanziellen Zusammenbruchs des sächsischen Roten Kreuzes und mangelnder Unterstützung ging Wahle am 30. September 1923 in den Ruhestand, wo er wissenschaftliche Forschung betrieb.
Wahl verfasste eine Vielzahl von Aufsätzen zur Berggesetzgebung und einer der bedeutendsten Autoren in "Brasserts Zeitschrift für Bergrecht". Sein Hauptwerk war der 1891 publizierte Kommentar zum Allgemeinen Berggesetz für das Königreich Sachsen vom 16. Juni 1868. Er war federführend bei der Neufassung des Allgemeinen Berggesetzes im Jahre 1910. Daneben entwarf er Berggesetze für Großbritannien, Mexiko, Albanien, Transvaal und Österreich.
Am 4. September 1924 verlieh ihm die Bergakademie Freiberg für seine hervorragenden Verdienste um die Entwicklung und Förderung des Bergrechts den Titel eines Dr.-Ing. E. h. Wahle war Komtur 1. Klasse des Preußischen Roten Adlerordens.
Wahle war Mitglied der Corps Guestphalia Heidelberg (1873) und Misnia (1875).
Georg Heinrich Wahles Grab befindet sich auf dem Dresdner Trinitatisfriedhof.
Sein Sohn Gottlieb Richard Wahle wurde ebenfalls im Bergfach tätig und wirkte in der Generaldirektion der Aktiengesellschaft Sächsische Werke.

## Werke (Auswahl)
- Der Begriff "Bergrecht" im objectiven Sinne, Freiberg 1887
- Das Allgemeine Berggesetz für das Königreich Sachsen, nach amtlichen Quellen erläutert, Freiberg 1891
- Das Allgemeine Berggesetz für das Königreich Sachsen vom 31. August 1910, nebst Ausführungsverordnung vom 20. Dezember 1910, mit Anmerkungen, Leipzig 1911
- Die neue Berggesetzgebung in Sachsen, Leipzig 1919
- Lebenserinnerungen, 1933